# 전-자각 몽
전-자각 몽(前自覺夢, 영어: pre-lucid dream)은 자는 사람이 꿈 속에서 자신이 현재 꿈꾸는 중인지 의문을 가질 수 있는 꿈이다. 꿈꾸는 사람은 자신이 꿈꾸고 있는 중이라고 판단을 내리거나 현실이라는 판단을 내릴 수도 있다. 이러한 경험들은 의식적으로 자각몽(루시드 드림)을 꾸려는 사람에게 일어나기 쉽지만, 또한 꿈속에서 자각을 유지하려는 의도가 없는 사람에게도 자연적으로 일어난다.

## 같이 보기
- 장자 (책)